# Venta Icenorum
Venta Icenorum era la civitas (città) e capitale della potente e indipendente tribù degli Iceni, che visse nell'odierna area di Norfolk e che si ribellò due volte al dominio romano, la seconda sotto la guida della regina Budicca nel 61 d.C.
L'insediamento è menzionato da Claudio Tolomeo, come città icena di Venta Icenorum, dalla Cosmografia ravennate, e dall'Itinerario antonino,, dove è indicato come un centro abitato nei pressi del villaggio di Caistor St Edmund, circa 5 miglia a sud dell'odierna Norwich. 
Venta fu ridotta a circa 40 acri dopo la rivolta di Budicca.